# Ceraticelus artemisiae
Ceraticelus artemisiae là một loài nhện trong họ Linyphiidae.
Loài này thuộc chi Ceraticelus. Ceraticelus artemisiae được Prentice & Redak miêu tả năm 2009.